# 淡き光に
『淡き光に』（スペイン語: A media luz）は、エドガルド・ドナート作曲のタンゴ。

## 概要
1926年発表の曲である。
カルロス・レンシ作の歌詞がある。歌詞の内容については、淫美な気配がするとされる。
歌の録音では、カルロス・ガルデルが有名であるが、最近では、スペインのフリオ・イグレシアスが録音を残している。歌詞あり歌詞なしを問わず、ファン・ダリエンソ楽団やアルフレッド・ハウゼ楽団、アストル・ピアソラ楽団など、様々タンゴ楽団によって演奏されている。
日本で、胃腸薬のコマーシャルで採用されたこともある。